# هيسوكا مورو
هيسوكا (باليابانية: ヒソカ) هو أحد شخصيات مسلسل الأنمي الشهير القناص من تأليف يوشيهيرو توغاشي.

## صفاته
هيسوكا شخص غامض جداً، يجيد استخدام أسلوب النين وهو ما يمكنه من استخدام أوراق اللعب كسلاح لقتل خصومه، وقد التحق بامتحان الصيادين من أجل اكتساب الخبرة فقط، واجتازه بكل سهولة، لأنه كان أقوى وأمهر المتسابقين. بدايةً هيسوكا شخص يبدو شريراً، وهو بالفعل كذلك لأنه يسعى دائماً لقتال الخصوم الأقوياء، وهو مهووس بقتالهم. كما أنه غامض لا يحبذ الكلام الكثير، وأيضاً الكلام في ماضيه. مُعجب بغون ويعتبره فريسته. ينطبق عليه لقب القاتل بدمِ بارد. لا يهتم إذا قتل شخصاً في سبيل أنه أراد أن يقاتله ليؤكد أنه اقوى منه، لكن إذا نظرت لجوهره تجده شخصاً آخراً لا يحب المساعدة من أحد، ولا يحب أن يساعد أحد، هو ما يبدو قائداً لنفسه فقط. عندما تقابل هيسوكا بجون، رأى أنه سيكون أهلاً لملاقاته عندما يكبُر. لم يحب له الأذى فمنع إيلومي (شقيق كيلوا) من قتله لسبب معين، لأن جون كان فريسته.

## اختبار الصيادين: المرحلة الثانية
قام هيسوكا بقتل كل من كان يقف بطريقه، إلا غون ورفاقه. عندما أتى غون قام بتوجيه ضربة لهيسوكا بصنارته. بعدها قام هيسوكا بضرب غون وليوريو، وترك هيسوكا غون دون قتله وأخذ ليوريو معه.لكن أطلق صراحه فيما بعد

## اختبار الصيادين: المرحلة الثالثة
قام هيسوكا اصابة صاحب الندوب الذي هاجمه اصابات بالغة في العام السابق من اختبار الصيادين وجاء لينتقم من هيسوكا اصيب هذا الاخير في كتفه الأيمن بنصوله الأربعة ولكن تمكن هيسوكا من أخذ هذه النصول وقتله بها.

## اختبار الصيادين: المرحلة الرابعة
كان هيسوكا هو هدف غون لكي يجتاز المرحلة الرابعة. وبالفعل نجح غون بانتزاع بطاقة هيسوكا، ولكن اتى القناص جيريتا الذي كان جون هدفه قام بأخذ بطاقته منه وبطاقة هيسوكا، ولكن هيسوكا قام بقتله وارجاع البطاقات لجون لسبب معين.

## اختبار الصيادين: المرحلة الخامسة والاخيرة
في المرحلة الخامسة، في مواجهة رجل لرجل، ضد كورابيكا بعد أن كانت كفة النزال ترجح تجاه هيسوكا كالعادة، همس هيسوكا بأذن كورابيكا حيث قال له:"سوف تتواجد عصابة العناكب (جيني ريودان) في مدينة يورك في الأول من أيلول حيث يقام مزاد العصابات العلني العالمي "، ثم أعلن انسحابه أمام كورابيكا.

## برج السماء
قابل هيسوكا غون وكيلوا في الطابق المئتين بطريقته الخاصة، ومنعهم من التسجيل في المرة الأولى بسبب هالته المرعبة، في المرة الثانية تمكنا من اختراق الهالة بمساعدة السيد وينج موظف لجنة الصيادين، وأيضا معلم زوتشي. حدث هيسوكا جون وكيلوا عن النين ومبادئه واهميته لهما.
خاض هيسوكا وكاسترو قتالاً مذهلاً، حيث كان كاسترو يريد رد الدين القديم لهيسوكا الذي هزمه في المرة السابقة. بدأ النزال بسرعه كاسترو، فضرب هيسوكا، وقال هيسوكا: «أنت اقوى مما كنت عليه». هيسوكا استدعى ماتشي وهي واحدة من عصابة العناكب لأنه كان يعرف أن يده سوف تصاب. وانتهى النزال بانتصار هيسوكا.كما خاض هيسوكا وغون نزالاً عنيفاً، حيث استطاع فيه جون رد الدين لهيسوكا باعطائه البطاقة، وانتهى النزال بفوز هيسوكا بمنطق العشر نقاط مختتما الجولة بأحد عشر نقطة 11:4

## عصابة ريودان
يسعى هيسوكا على قتال الأشخاص الاقوياء ولهذا التحق تزييفاً بالعناكب كي يتحدي زعيم العناكب كرولو ولكنه لم يكن عضواً من العناكب.

## وصلات داخلية
- القناص.
- غون فريكس.
- كيلوا زولديك.
- كورابيكا.
- ليوريو.

## وصلات خارجية
- هيسوكا على موسوعة القناص